# Épsilon Hydrae
Épsilon Hydrae (ε Hya / 11 Hydrae) es un sistema estelar múltiple en la constelación de Hidra de magnitud aparente +3,38. Se encuentra a 135 años luz de distancia del sistema solar.
Las dos componentes principales de Épsilon Hydrae, separadas tan sólo 0,2 segundos de arco, son una estrella gigante amarilla de tipo espectral G5III y una subgigante blanca de tipo A5IV. La primera, de magnitud +3,8, tiene una temperatura efectiva de 4900 K y es 57 veces más luminosa que el Sol, mientras que la estrella blanca, de magnitud +4,7, tiene una temperatura de 7700 K y es 17 veces más luminosa que el Sol. La distancia real entre las dos estrellas oscila entre 3,6 y 17,4 UA debido a la notable excentricidad de la órbita, siendo el período orbital de 15,05 años.
A 4,5 segundos de arco del par interior se puede observar una tercera componente, denominada Épsilon Hydrae C.
Es una enana blanco-amarilla de tipo F5V con una temperatura de 6600 K y una luminosidad 2,5 veces superior a la del Sol.
Emplea 900 años en completar una vuelta en torno a las otras dos estrellas, de las que se encuentra separada de unas 190 UA.
A su vez es una estrella binaria cuyas componentes están muy próximas entre sí —0,09 UA— y completan una órbita cada 9,9 días.
Visualmente a 19 segundos de arco, completa el sistema una estrella tenue de magnitud 10, probablemente una enana roja.
Orbita las cuatro estrellas a una distancia aproximada de 800 UA.
Épsilon Hydrae está catalogada como una variable BY Draconis, con una variación en su brillo de 0,04 magnitudes.